# Krištanci
Krištanci este o localitate din comuna Ljutomer, Slovenia, cu o populație de 76 de locuitori.